# 乔依扎木茨·拉德纳
乔依扎木茨·拉德纳（羅馬化：Choijamtsyn Radnaa，1951年—），蒙古族，蒙古布尔干省布嘎特县（Bugat）人，蒙古国政治人物。

## 生平
拉德纳1951年生于布嘎特县。1974年毕业于蒙古国立大学。他在热电站担任专业工程师。1974年至1983年，他在中戈壁省和布尔干省的建设部门担任工程师、部门主任。1985年至2000年，历任布尔干省副省长、省长。2000年，当选国家大呼拉尔委员。2004年再度当选，并被选为国家大呼拉尔环境和农村发展常设委员会主席。